# Camponotus fasciatellus
Camponotus fasciatellus är en myrart som beskrevs av Dalla Torre 1892. Camponotus fasciatellus ingår i släktet hästmyror, och familjen myror. Inga underarter finns listade.